# Буй (приток Вятки)
Буй — река в России, протекает в Республике Марий Эл и Кировской области. Устье реки находится в 283 км от устья Вятки по правому берегу. Длина реки составляет 92 км, площадь водосборного бассейна — 806 км².

## Этимология
Название реки Буй восходит к финно-угорскому «вуйя» — речка, ручей. Существуют версии, возводящие название реки к башкирскому «буй» — долина реки или к марийскому «вуй» (голова, головной).

## Физико-географическая характеристика
Исток реки находится у села Елеево (Параньгинский район, Марий Эл) в 16 км к юго-востоку от посёлка Сернур. Река течёт на северо-восток, русло крайне извилистое. Долина реки плотно заселена, вдоль неё расположены многочисленные сёла и деревни, крупнейшие из которых Косолапово (Марий Эл); Буйское, Андреевский, Мари-Шуэть, Вершинята и Петровское (Кировская область). Ниже села Петровское впадает в боковую протоку Вятки, носящую название Буйский проток.
В селе Буйское на реке расположена плотина и небольшое водохранилище. Историческая деревянная плотина, возведённая для Буйского завода на этом месте заводчиком Мосоловым в конце XVIII века, в 1928—1930 годах была перестроена в железобетонную плотину Буйской ГЭС. В 70-х годах XX века ГЭС была закрыта.
Долина реки имеет трапециевидную форму, склоны крутые, распаханы, местами покрыты лесом. В пойме у села Петровского, деревни Марчата, села Архангельского имеются озёра — старицы. Всего в водосборе Буя 11 озёр общей площадью 0,5 квадратного километра.
Река имеет крутые высокие глинистые берега (в некоторых местах выступают известковые породы), местами обрывистые. Высота их достигает до 6 метров. Ширина русла в межень колеблется от 20-50 метров в среднем течении и до 50-100 метров в нижнем. Скорость течения воды в межень колеблется от 0,2-0,3 метров в секунду (у села Буйского) до 0,5-0,8 метров в секунду (у села Петровского). Глубина реки изменяется по длине реки от 0,5 метра до 5-6 метров ближе к устью.

### Притоки
(указано расстояние от устья)
- река Потеря (лв)
- 29 км: река Чамка (лв)
- 41 км: река Мазарка (лв)
- 56 км: река Сюбинка (в водном реестре — река без названия, лв)
- 63 км: река Сабака (лв)
- 80 км: река Сереньга (лв)

## Данные водного реестра
По данным государственного водного реестра России, река относится к Камскому бассейновому округу, водохозяйственный участок реки — Вятка от города Котельнич до водомерного поста посёлка городского типа Аркуль, речной подбассейн реки — Вятка. Речной бассейн реки — Кама.